# 임성근 법관 탄핵소추
임성근 법관 탄핵 소추는 임성근 부산고등법원 부장판사(차관급)이 서울중앙지방법원 형사수석부장판사 시절 3차례 다른 법관의 사건에 개입해 헌법을 위반한 혐의로 국회에서 탄핵을 소추한 일이다. 재판관 5인의 각하의견으로 본안판단이 이뤄지지 않았고, 재판관 3인이 인용 소수의견을 제시하였다.

## 배경
2018년 양승태 사법농단 의혹이 터지면서 사법농단에 관여한 법관을 탄핵해야 한다는 주장이 나왔다. 2018년 6월 변호사 2015명은 미공개 문건의 공개, 징계, 탄핵,검찰 수사등을 촉구하는 시국선언을 했다. 2018년 9월 사법농단 피해자와 시민단체가 양승태 사법 농단 대응을 위한 시국회의를 결성해 법관 탄핵을 요구했다. 2019년 2월에도 집회가 열렸다. 전국법관대표회의는 2018년 11월에 탄핵 소추를 검토해야 한다는 의견을 발표했다.

## 정치권의 탄핵 추진
| 대한민국 국회 법관(임성근) 탄핵소추안 | 대한민국 국회 법관(임성근) 탄핵소추안 |
| 재적 300명 중 과반인 151명 동의 필요  | 재적 300명 중 과반인 151명 동의 필요  |
| 선택                                  | 득표                                  |
| ------------------------------------- | ------------------------------------- |
| 가                                    | 179 / 300                             |
| 부                                    | 102 / 300                             |
| 기권                                  | 3 / 300                               |
| 무효                                  | 4 / 300                               |
|                                       |                                       |
| 미투표                                | 12 / 300                              |

대한민국 제21대 국회에서 양승태 대법원의 사법행정권 남용을 최초 폭로한 인물인 이탄희 의원의 주도로 추진되었다. 탄핵안이 탄력을 받은 이유는 산케이 신문 지국장 명예훼손 혐의 사건 일명 ‘세월호 7시간’ 재판 개입 의혹을 받는 임성근 부산고등법원 부장판사, 이동근 서울고등법원 부장판사가 2021년 2월 퇴직한다는 사실이 알려졌기 때문이다. 이에 이탄희 의원을 비롯한 범여권 의원 111명이 탄핵을 촉구하였고 탄핵에 소극적이었던 더불어민주당 지도부도 이를 허용하기로 가닥을 잡았다. 다만 임성근 부장판사와 함께 탄핵 대상으로 거론되던 이동근 판사는 대상에서 제외됐다. 임성근 판사에 비해 혐의가 가볍고, 국회에 탄핵을 요구했던 전국법관대표회의 결정문 해석상으로도 이 판사 탄핵 필요성에 이견이 있다고 봤기 때문이다. 하지만 법관 탄핵 추진에 따른 민생 입법 추진력 약화와 '사법부 때리기'라는 모습으로 비춰질 정치적 부담을 우려해 더불어민주당은 탄핵안을 당론으로 채택하지는 않았다. 결국, 이탄희 의원 등 161인이 2021년 2월 1일 법관(임성근) 탄핵소추안을 발의하였다.

## 탄핵소추 사유 요약
- 1. 헌법상 국민주권주의(헌법 제1조), 직업공무원제도(헌법 제7조), 적법절차원칙(헌법 제12조), 법원의 사법권 행사(헌법 제101조), 법관의 독립(헌법 제103조) 조항 위배 행위
  - 가. ‘세월호 7시간’ 가토 다쓰야 산케이신문 전 서울지국장 사건에 대한 재판관여
  - 나. 약식사건 공판절차회부에 대한 재판관여(유명 야구선수인 임창용과 오승환의 서울중앙지방법원 2015고약27976호 도박 사건)
- 2. 헌법상 국민주권주의(헌법 제1조), 직업공무원제도(헌법 제7조), 적법절차원칙(헌법 제12조), 사법권과 법원(헌법 제101조), 법관의 독립(헌법 제103조) 조항 및 재판의 불가변경력(형사소송법 제38조) 위배 행위
  - 쌍용차 집회 관련 민변 변호사들에 대한 체포치상 사건( ‘민변 변호사 체포치상 사건’) 재판관여
  - 2013년 대한문에서 열린 쌍용차 사태 해결 촉구 집회에서 경찰의 질서유지선 퇴거를 요구하다 경찰을 20 m 끌고 간 사건에 대한 재판 관여.

## 선고 결과
헌법재판소는 2021년 10월 28일 보도자료를 통해 "이미 임기만료로 퇴직한 피청구인에 대해서는 본안 판단에 나아가도 파면결정을 선고할 수 없으므로 결국 이 사건 탄핵심판청구는 부적법하다"라는 결정을 선고하였다. 재판관 이선애, 재판관 이은애, 재판관 이종석, 재판관 이영진, 재판관 이미선은 각하의견을 냈다. 재판관 문형배는 심판절차종료의견을 냈다. 재판관 유남석, 재판관 이석태, 재판관 김기영은 임성근은 법관직에서 퇴직하였으나 고위공직자의 임기만료 근접 시기에 이루어진 위헌, 위법 행위에 대한 헌법적 통제를 통해 탄핵심판제도의 실효성을 확보할 필요성과 임성근의 행위가 얼마나 중대한 헌법 또는 법률 위반인지를 규명하여 헌법질서의 수호와 유지 관점에서 파면 여부를 결정하는 것도 중요하다는 측면에서 인용의견을 냈다.
민주당 송영길 대표는 2021년 10월 29일 민주당 제72차 최고위원회의 모두발언에서 헌법재판소의 각하 결정을 즉각 비판했다. 그는 이번 재판관 탄핵소추안은 단순한 개인의 권리 구제를 위한 판결이 아니라 헌법적 질서를 확인하고 헌법적 이익을 확인하는 의미가 있으며, 비록 임성근이 탄핵 소추 심판 진행 과정에 임기가 종료되기는 했지만 탄핵 소추 결정이 내려지게 되면 변호사법 제5조에 따라 5년간 변호사 등록을 할 수 없는 등 여러 가지 불이익이 따르게 되므로 소의 이익이 여전히 있다고 주장하였다.